# Lasonogi
Lasonogi, szczeponogi (Mysidacea) – rząd wodnych skorupiaków z gromady pancerzowców, podobnych do krewetek, lecz mniejszych, długości ciała 0,5–3 cm. Obejmuje około 1000 gatunków, u których niemal cały tułów, z wyjątkiem 1–2 ostatnich segmentów, jest okryty dużym karapaksem, oczy są położone na ruchomych słupkach, a uropodia tworzą z telsonem wachlarz ogonowy. Żywią się detrytusem filtrowanym z wody lub chwytanymi fragmentami roślin. Nieliczne są drapieżne. W zapisie kopalnym są znane z karbonu i permu.

## Występowanie
Są to głównie gatunki morskie. Zasiedlają wszystkie morza. Nieliczne występują w wodach słonawych, słodkich i podziemnych. W polskich wodach Bałtyku występuje 7 gatunków, w tym 5 stale, a 2 napływają z wlewami wody z Morza Północnego. 3 gatunki zaliczono do fauny Polski (nie uwzględniono gatunków morskich). Jeden – lasonóg jeziorny (Mysis relicta) – występuje w polodowcowych jeziorach Lubie, Drawsko, Żerdno i Mamry, a dwa (Hemimysis anomala i Neomysis integer) w wodach estuaryjnych.

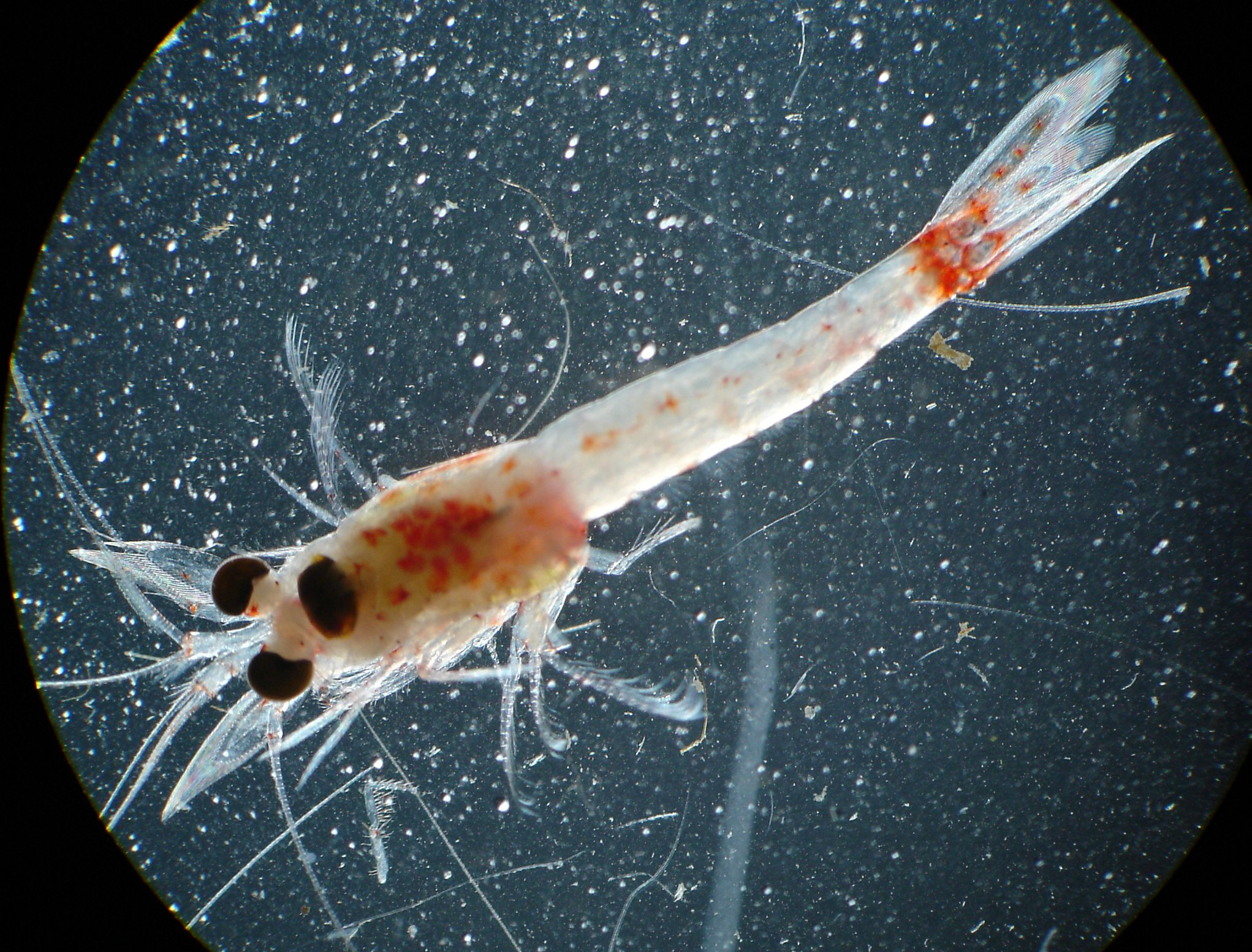
Hemimysis anomala

## Budowa
Lasonogi mają wydłużone i przezroczyste ciało o długości w przedziale od kilku do 30 mm. Głowa jest zrośnięta z tułowiem w głowotułów, w znacznej części okryty schitynizowanym, krótkim karapaksem. Karapaks przyrasta jedynie do głowy i 2–3 przednich segmentów tułowiowych. Silnie rozwinięty, cylindryczny odwłok jest zwykle dłuższy od reszty ciała. Pierwsze odnóża tułowiowe (1–2 pary) tworzą szczękonóża. Kilka dalszych par to narządy ruchu z biczykowatymi, wieloczłonowymi egzopoditami pływnymi. Napędzają też pokarm w stronę otworu gębowego. Wydłużone i spłaszczone odnóża ogonowe (uropodia) tworzą wraz z listkowatym telsonem szeroki wachlarz ogonowy.

## Systematyka
Do lasonogów zaliczane są dwa taksony, obejmujące współcześnie żyjące gatunki:
- Mysida,
- Lophogastrida,

oraz wymarłe Pygocephalomorpha.
Współczesne badania wykazują jednak, że ich pokrewieństwo jest dość dalekie i Mysidacea nie jest już powszechnie akceptowane jako takson. W niektórych opracowaniach pod nazwą lasonogi opisywany jest Mysida.

## Wybrane gatunki
Gatunki występujące w Polsce (w tym w polskich wodach Bałtyku):
- lasonóg wielki (Mysis mixta) – największy gatunek Polski
- lasonóg jeziorny (Mysis relicta) – relikt polodowcowy, występuje nie tylko w morzu, ale również w jeziorach północnej Europy[7] (dawniej szerzej ujmowany taksonomicznie podawany był z obszaru okołobiegunowego, także z Ameryki Północnej[8]) – w Polsce w jeziorach Lubie[5], Drawsko, Żerdno i Mamry
- lasonóg zachodni (Gastrosaccus spinifer)
- lasonóg pospolity (Neomysis integer)
- lasonóg brzegowy (Praunus flexuosus)
- lasonóg drobny (Praunus inermis)
- lasonóg słupkooki (Macropis slabberi) – pojawia się po dużych wlewach wody z Morza Północnego[6]
- Hemimysis anomala

Wśród lasonogów występujących w Polsce lub w polskich wodach Bałtyku są zarówno gatunki głębinowe (3 pierwsze), jak i płytkowodne (3 następne). W głębszych wodach żyją gatunki wymagające niższej temperatury lub wyższego zasolenia.
Gatunki niewystępujące w Polsce:
- Mysis amblyops G. O. Sars, 1907
- Mysis arcticoglacialis Petryashev, 1990
- Mysis caspia G. O. Sars, 1895
- Mysis diluviana Audzijonyte & Väinölä, 2005
- Mysis gaspensis O. Tattersall, 1954
- Mysis litoralis (Banner, 1948)
- Mysis macrolepis G. O. Sars, 1907
- Mysis microphthalma G. O. Sars, 1895
- Mysis nordenskioldi Audzijonyte & Väinölä, 2007
- Mysis oculata (Fabricius, 1780)
- Mysis polaris Holmquist, 1859)
- Mysis salemaai Audzijonyte & Väinölä, 2005
- Mysis segerstralei Audzijonyte & Väinölä, 2005
- Mysis stenolepis Smith, 1873
- Limnomysis benedeni - gatunek także dwuśrodowiskowy, żyjący zarówno w Morzu Czarnym i Kaspijskim, jak i w Dunaju

## Galeria

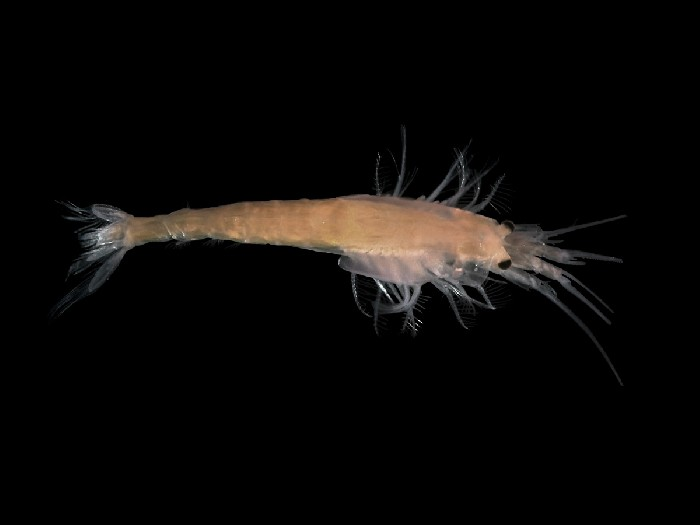
Lasonóg zachodni
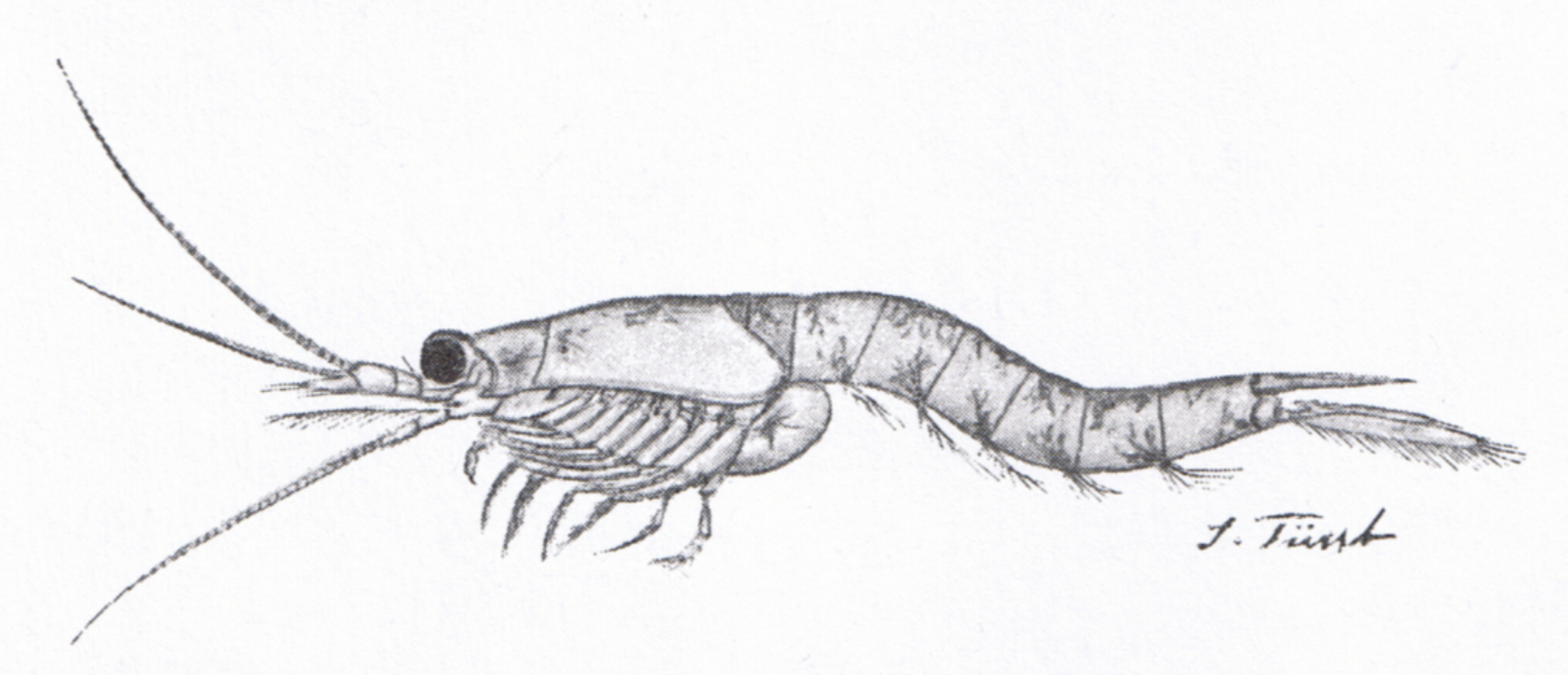
Lasonóg pospolity
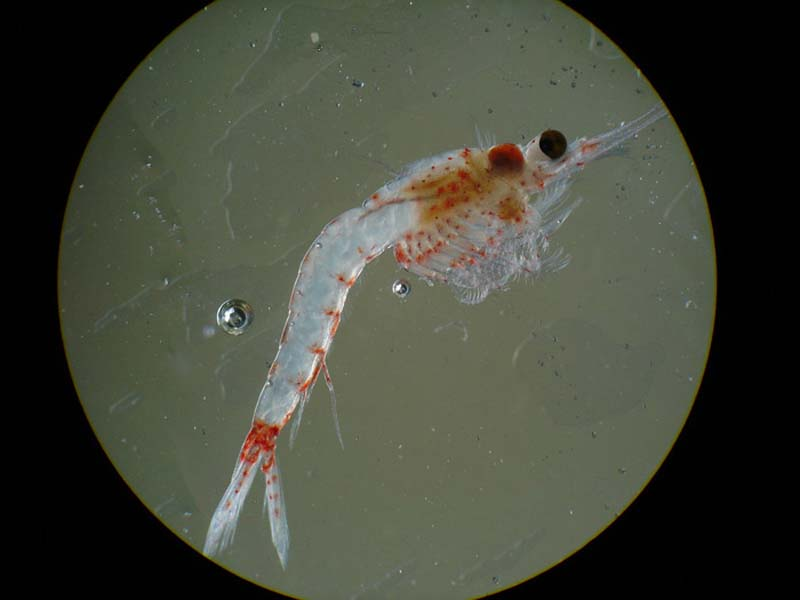
Hemimysis anomala – pojedynczy okaz
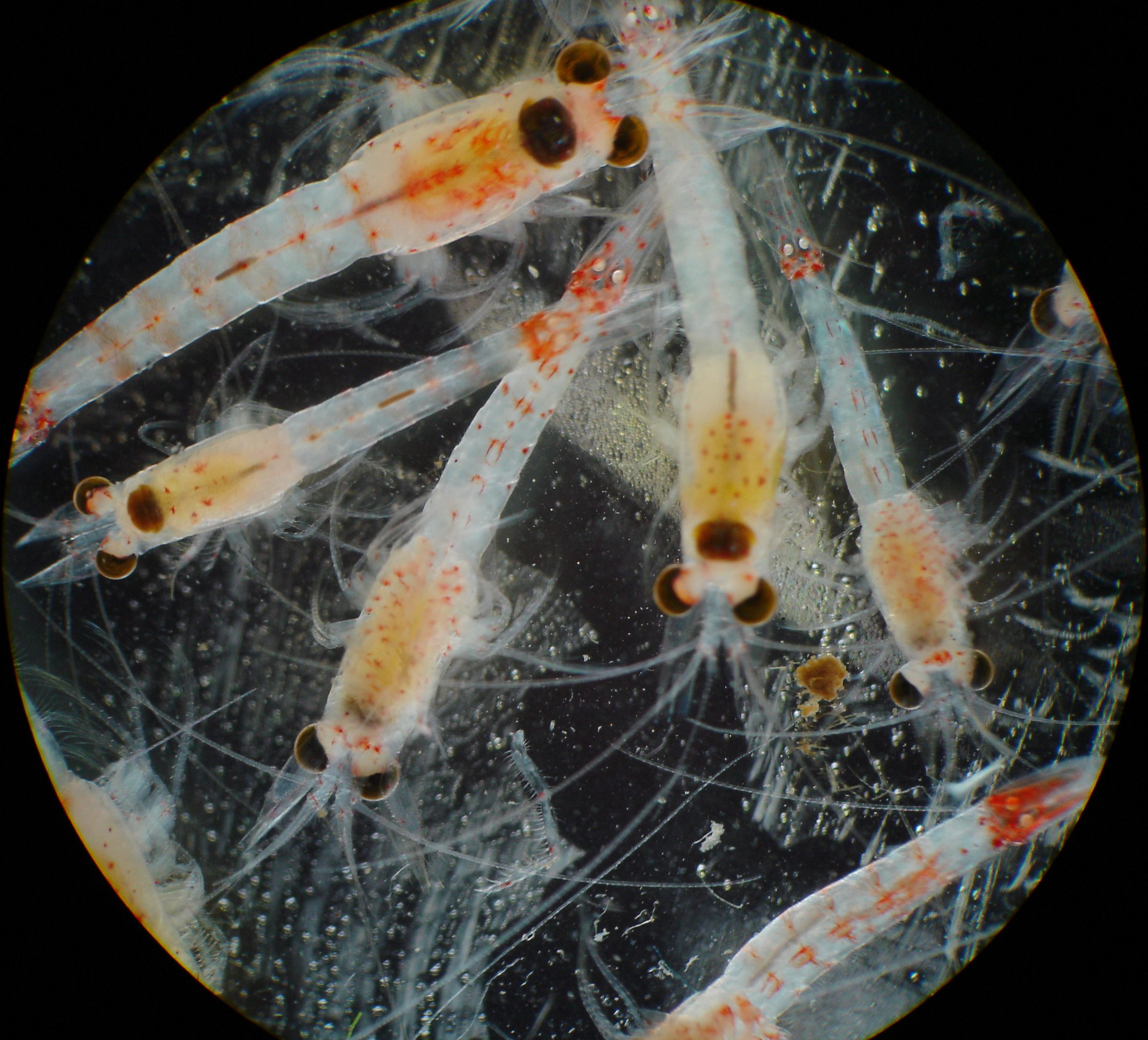
Hemimysis anomala
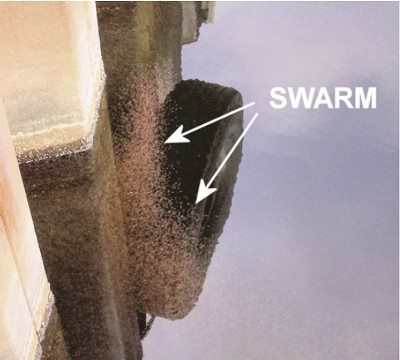
Маsowe skupisko Hemimysis anomala